# IC 3371
IC 3371 је спирална галаксија у сазвјежђу Дјевица која се налази на листи објеката дубоког неба у Индекс каталогу.
Деклинација објекта је + 10° 52' 0" а ректасцензија 12h 27m 22,2s. Привидна величина (магнитуда) објекта IC 3371 износи 14,7 а фотографска магнитуда 15,4. IC 3371 је још познат и под ознакама UGC 7565, MCG 2-32-60, CGCG 70-92, VCC 995, FGC 1437, PGC 40839.